# Collegio uninominale Piemonte 2 - 05 (2017)
Il collegio elettorale uninominale Piemonte 2 - 05 è stato un collegio elettorale uninominale della Repubblica Italiana per l'elezione della Camera dei deputati tra il 2017 ed il 2022.

## Territorio
Come previsto dalla legge elettorale italiana del 2017, il collegio era stato definito tramite decreto legislativo all'interno della circoscrizione Piemonte 2.
Era formato dal territorio di 102 comuni: Albera Ligure, Alessandria, Alluvioni Cambiò, Alzano Scrivia, Arquata Scrivia, Avolasca, Basaluzzo, Belforte Monferrato, Berzano di Tortona, Borghetto di Borbera, Borgoratto Alessandrino, Bosco Marengo, Bosio, Brignano-Frascata, Cabella Ligure, Cantalupo Ligure, Capriata d'Orba, Carbonara Scrivia, Carezzano, Carpeneto, Carrega Ligure, Carrosio, Casal Cermelli, Casaleggio Boiro, Casalnoceto, Casasco, Cassano Spinola, Castellania, Castellar Guidobono, Castellazzo Bormida, Castelletto d'Orba, Castelnuovo Bormida, Castelnuovo Scrivia, Castelspina, Cerreto Grue, Costa Vescovato, Cremolino, Dernice, Fabbrica Curone, Fraconalto, Francavilla Bisio, Frascaro, Fresonara, Frugarolo, Gamalero, Garbagna, Gavazzana, Gavi, Gremiasco, Grondona, Guazzora, Isola Sant'Antonio, Lerma, Molare, Molino dei Torti, Momperone, Mongiardino Ligure, Monleale, Montacuto, Montaldeo, Montaldo Bormida, Montecastello, Montegioco, Montemarzino, Mornese, Novi Ligure, Ovada, Paderna, Parodi Ligure, Pasturana, Pietra Marazzi, Piovera, Pontecurone, Pozzol Groppo, Pozzolo Formigaro, Predosa, Rivalta Bormida, Rocca Grimalda, Roccaforte Ligure, Rocchetta Ligure, Sale, San Cristoforo, San Sebastiano Curone, Sant'Agata Fossili, Sardigliano, Sarezzano, Serravalle Scrivia, Sezzadio, Silvano d'Orba, Spineto Scrivia, Stazzano, Tagliolo Monferrato, Tassarolo, Tortona, Trisobbio, Vignole Borbera, Viguzzolo, Villalvernia, Villaromagnano, Volpedo, Volpeglino e Voltaggio.
Il collegio era quindi interamente compreso nella provincia di Alessandria.
Il collegio era parte del Collegio plurinominale Piemonte 2 - 01.

## Eletti
| Elezione | Elezione | Deputato          | Gruppo parlamentare    |
| -------- | -------- | ----------------- | ---------------------- |
|          | 2018     | Riccardo Molinari | Lega - Salvini Premier |

## Dati elettorali

### XVIII legislatura
Come previsto dalla legge elettorale, 232 deputati erano eletti con sistema a maggioranza relativa in altrettanti collegi uninominali a turno unico.
| Candidati              | Candidati                   | Voti    | %     | Liste                    | Voti    | %     |
| ---------------------- | --------------------------- | ------- | ----- | ------------------------ | ------- | ----- |
|                        | Riccardo Molinari ✔️ Eletto | 65 425  | 44,60 | Lega                     | 37 038  | 25,25 |
| Forza Italia           | Riccardo Molinari ✔️ Eletto | 65 425  | 44,60 | 21 372                   | 14,57   |       |
| Fratelli d'Italia      | Riccardo Molinari ✔️ Eletto | 65 425  | 44,60 | 5 363                    | 3,66    |       |
| Noi con l'Italia - UDC | Riccardo Molinari ✔️ Eletto | 65 425  | 44,60 | 1 652                    | 1,13    |       |
|                        | Silvia Gambino              | 39 412  | 26,87 | Movimento 5 Stelle       | 39 412  | 26,87 |
|                        | Marcella Graziano           | 31 544  | 21,50 | Partito Democratico      | 26 493  | 18,06 |
| +Europa                | Marcella Graziano           | 31 544  | 21,50 | 3 821                    | 2,60    |       |
| Italia Europa Insieme  | Marcella Graziano           | 31 544  | 21,50 | 777                      | 0,53    |       |
| Civica Popolare        | Marcella Graziano           | 31 544  | 21,50 | 453                      | 0,31    |       |
|                        | Federico Fornaro            | 5 830   | 3,97  | Articolo Uno             | 5 830   | 3,97  |
|                        | Elena Piccinini             | 1 537   | 1,05  | CasaPound Italia         | 1 537   | 1,05  |
|                        | Jamila Jakani               | 1 418   | 0,97  | Potere al Popolo!        | 1 418   | 0,97  |
|                        | Massimiliano Di Scerni      | 749     | 0,51  | Italia agli Italiani     | 749     | 0,51  |
|                        | Bruno Mogliotti             | 421     | 0,29  | Il Popolo della Famiglia | 421     | 0,29  |
|                        | Graziella Della Maddalena   | 362     | 0,25  | Partito Valore Umano     | 362     | 0,25  |
| Totale                 | Totale                      | 146 698 | 100   |                          | 146 698 | 100   |
|                        |                             |         |       |                          |         |       |
| Voti non validi        | Voti non validi             | 4 668   | 3,08  |                          |         |       |
| Votanti                | Votanti                     | 151 366 | 72,59 |                          |         |       |
| Elettori               | Elettori                    | 208 523 |       |                          |         |       |